# Karlsruher Burschenschaft Teutonia

Zirkel der Burschenschaft Teutonia

Die Karlsruher Burschenschaft Teutonia ist eine farbentragende, fakultativ schlagende Studentenverbindung in Karlsruhe. Die Mitglieder sind Studenten und Alumni des Karlsruher Instituts für Technologie. Sie werden Teutonen genannt.
Die Burschenschaft Teutonia führt die Tradition der „Karlsruher Burschenschaft Teutonia“, gegründet am 10. Oktober 1843, und der ehemaligen „Karlsruher Burschenschaft Germania“, gegründet von Mitgliedern der Teutonia am 16. Februar 1877, fort. Teutonia ist die erste Burschenschaft in Karlsruhe und die älteste Burschenschaft an einer Technischen Hochschule.

## Couleur und Wahlspruch
Zum Zeichen der Verbundenheit mit dem Gedanken und den Zielen der Urburschenschaft von 1815, von der sie ihren Ausgang nahm, trägt die Burschenschaft Teutonia deren Farben „Rot und Schwarz“ mit breitem goldenen Vorstoß. Die Farbe der Mütze ist weinrot; die Farben des Fuxenbandes sind schwarz-rot-schwarz mit goldener Einfassung. Als Zirkel führt sie den kleinen Burschenschafterzirkel.
Ihr Wahlspruch lautet Freiheit, Ehre, Vaterland.

## Geschichte

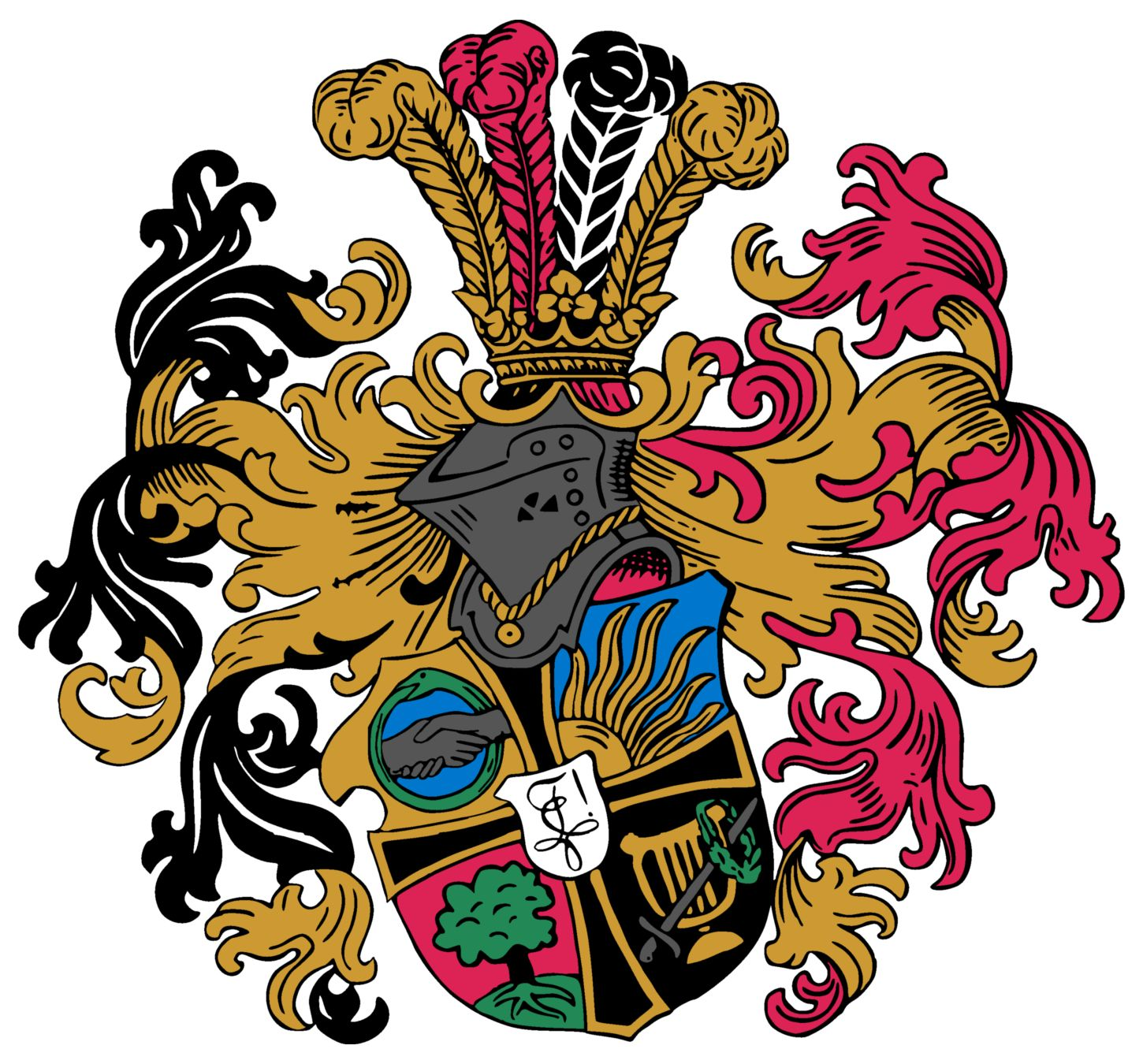
Wappen der Burschenschaft Teutonia

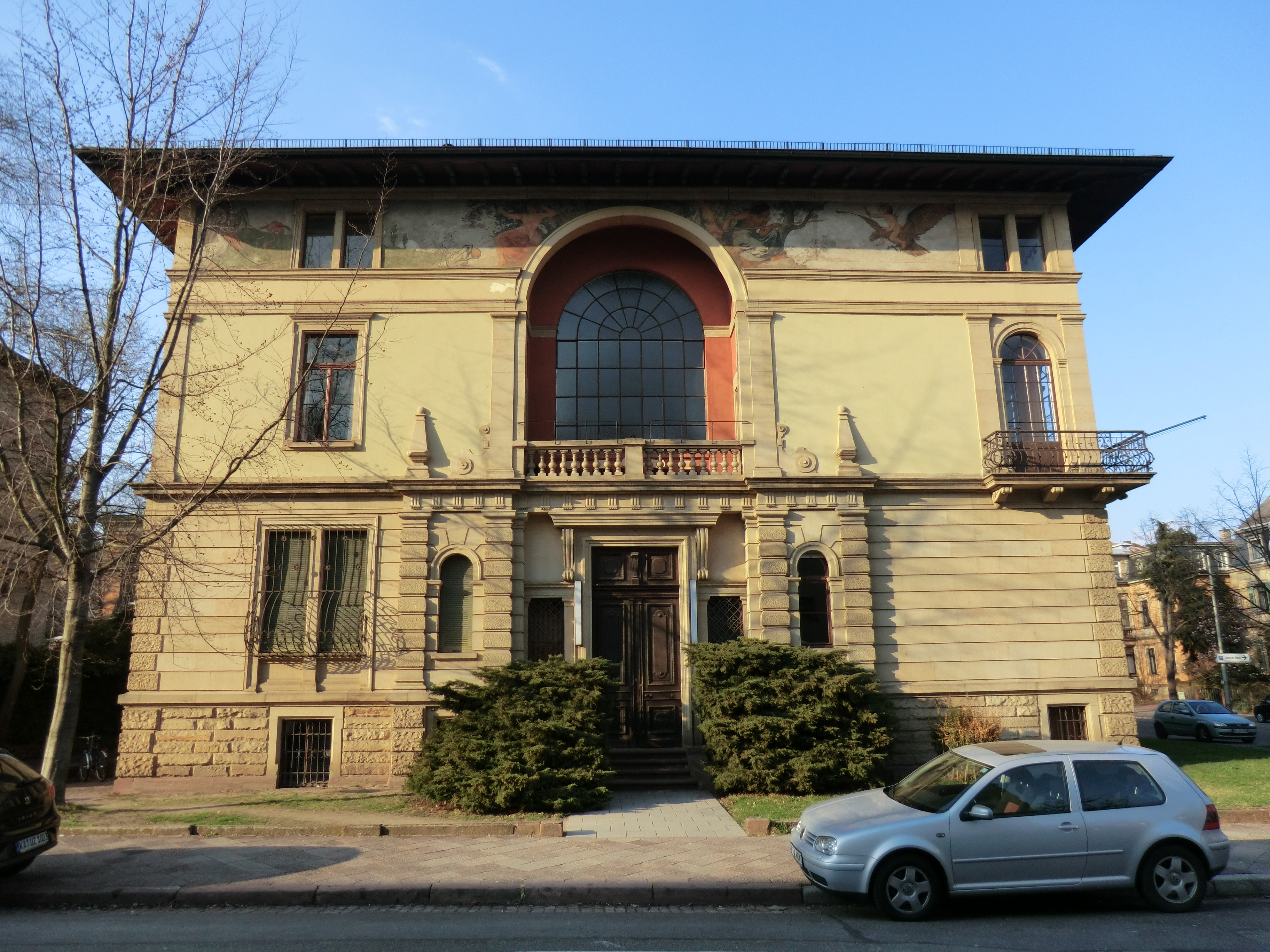
Villa Schönleber in der Jahnstraße

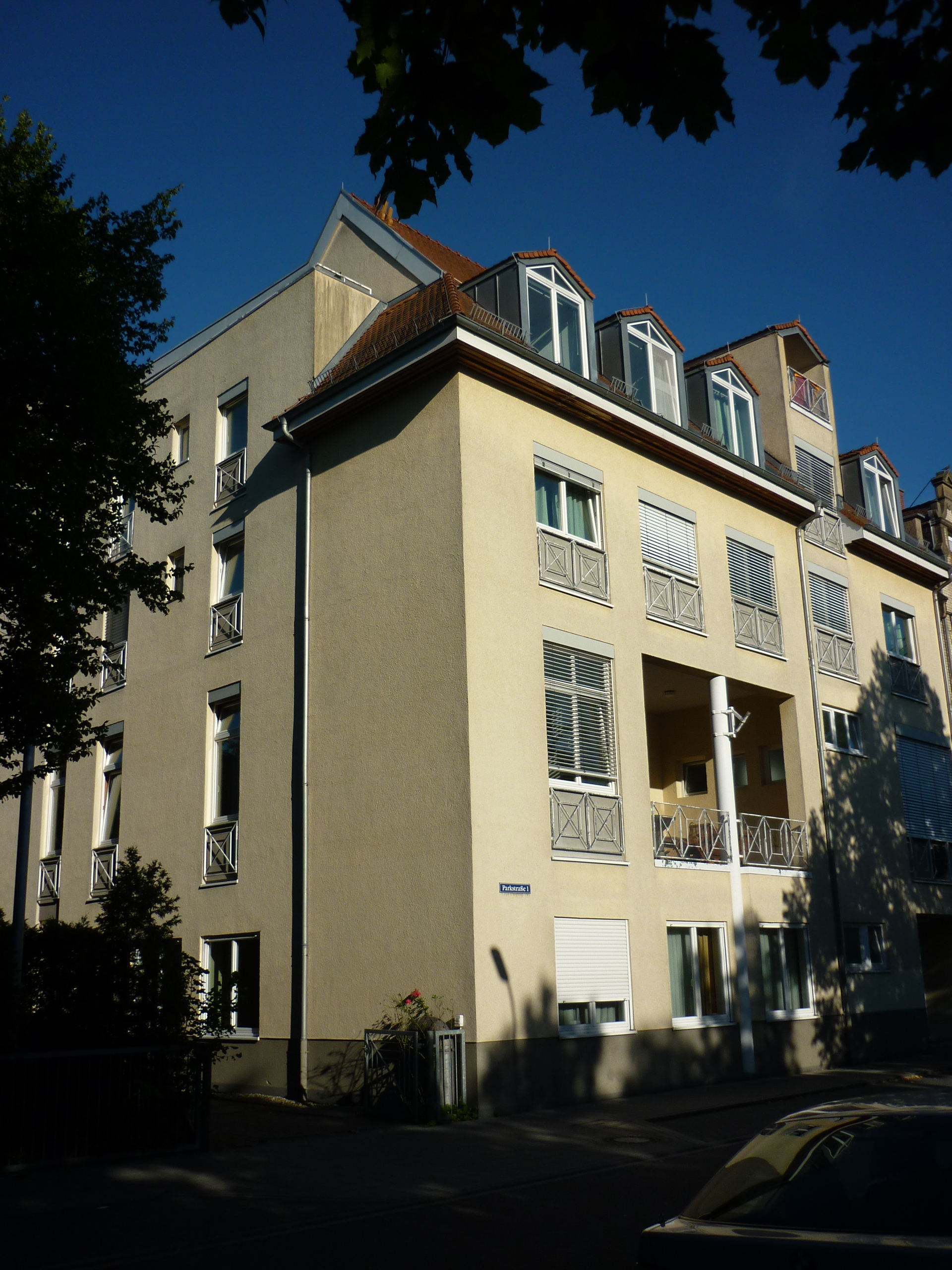
Heutiges Verbindungshaus der Teutonia in der Parkstraße

Ehemalige Mitglieder des Corps Franconia Karlsruhe gründeten am 10. Oktober 1843 die Burschenschaft Teutonia. Teutonia war die erste Burschenschaft in Karlsruhe und ist damit die älteste technische Burschenschaft. Unter den Mitgliedern herrschte ein liberal-freiheitlicher Geist, der viel Einfluss auf das studentische Leben hatte. Zeitweilig war ein Viertel der Karlsruher Studentenschaft Mitglied der Burschenschaft.
Teutonia wurde 1847 aufgrund von Vorgehen gegen das unbeliebte Direktorium des Polytechnikums verboten.  Bereits 1848 gründete sich mit Hilfe ehemaliger Teutonen eine Germania mit den Farben schwarz-rot-gold. An der Volksbewegung im Mai und Juni 1849 nahm sie lebhaft teil und bei der Erhebung für die deutsche Verfassung stand der größere und radikalere Teil der Burschenschaft als Kämpfer in den Reihen des badischen Volksheeres.
Als nach Wiederherstellung der Ordnung das Polytechnikum im Herbst 1849 seine Tätigkeit wieder aufnahm, fanden sich die Burschenschafter nur teilweise ein. Von den Mitgliedern kehrten etwa 40 Freiheitskämpfer nicht mehr zurück, mieden die Heimat oder wanderten aus. Insbesondere wurde die Germania durch strenges Verbot 1850 unterdrückt, setzte sich aber in einer Kneipgesellschaft unter dem Namen „Büchsiers“ bis 1851/1852 im Geheimen fort.
Neben drei Corps bildete sich im Herbst 1856 wieder eine Studentenverbindung Teutonia, jedoch ohne Bezug zur alten Teutonia und Germania. Eine gleichzeitige hervorgetretene corpsfeindliche Rhenania verschmolz am 2. Mai 1857 mit Teutonia. Seit dem 18. Oktober 1858 wurde ein schwarz-rot-goldenes Band auf der Kneipe getragen. Als nach dem offenen Bekenntnis zur Burschenschaft 1860 auch das öffentliche Tragen von schwarz-rot-gold beschlossen wurde, konnte die Burschenschaft Teutonia, nach Ablehnung zweier Gesuche (1860 und 1861) seitens des badischen Ministeriums, erst auf ein drittes von der Hochschulbehörde unterstütztes Gesuch am 8. Januar 1862 die burschenschaftlichen Farben öffentlich zeigen.
Die Mitglieder der Frühzeit, also von 1843 bis 1852, waren wegen der politischen Verhältnisse meist ohne Zusammenhang unter sich und die im Lande gebliebenen als Beamte gezwungen, die ehemalige Zugehörigkeit zur Burschenschaft zu verheimlichen. Indessen wurde durch einige eifrige Zeitgenossen allmählich der Zusammenhalt wieder geschaffen und sämtliche noch erreichbaren Mitglieder aus der Frühzeit der Karlsruher Burschenschaften der Teutonia bis 1876 wieder zugeführt.
Dieser Wiedervereinigung konnte damals die öffentliche Annahme des Gründungstages der alten Karlsruher Burschenschaft Teutonia von 1843 nicht folgen, da ja das Verbot dieser Burschenschaft aus dem Jahre 1850 amtlich nicht aufgehoben war. Erst nach dem Umsturz 1918 fiel dieser Zwang und stand der Führung des Stiftungstages von 1843 öffentlich nichts mehr im Wege. Anlässlich der Jahrhundertfeier der Fridericiana wurde auf dem außerordentlichen Bundeskonvent am 31. Oktober 1925 die Vorverlegung des Gründungstages auf den 10. Oktober 1843 beschlossen.
Mit dem öffentlichen Farbentragen seit 1857 kamen Paukverträge Teutonias auf der Grundlage unbedingter Genugtuung mit Karlsruher Verbindungen wiederholt zustande. Auch mit Burschenschaften benachbarter Universitäten, insbesondere Heidelberg, wurden bis 1874 öfters Verabredungsmensuren ausgetragen. Auf Bestimmung konnten aber erst nach der Gründung der Burschenschaft Germania zu Karlsruhe am 16. Februar 1877 alle Teutonen regelmäßig fechten. Die Burschenschaft Germania wurde von Teutonen gegründet, trug die Farben Schwarz-Gold-Ziegelrot und bildete damals mit Teutonia den 1. Karlsruher Deputierten-Convent.
Im Jahre 1888 gründeten Karlsruher Teutonen die Burschenschaft Cimbria, die Anfang des Wintersemesters 1889/90 nach Berlin zog. Am 7. November 1893 gründeten Karlsruher Teutonen und Germanen die Münchener Burschenschaft Stauffia.
Im Jahre 1910 konnte die Burschenschaft Germania ihr Haus in der Parkstraße beziehen. Im Ersten Weltkrieg 1914–18 fielen 33 von damals insgesamt ca. 350 Germanen und Teutonen. Im Jahre 1927 kaufte Teutonia die Villa Schönleber in der Jahnstraße, welche an die Musikhochschule Karlsruhe verpachtet ist. In der nationalsozialistischen Zeit löste sich 1935 sowohl der burschenschaftliche Dachverband Deutsche Burschenschaft (DB) als auch die Karlsruher Burschenschaften auf. 1937 gründeten ehemalige Teutonen und Germanen die Kameradschaft Egerland, die bis 1945 existierte. Während des Zweiten Weltkrieges 1939–45 fielen 58 Mitglieder und 7 Mitglieder wurden vermisst von damals insgesamt ca. 330 Germanen und Teutonen. 1944 wurde das Germanenhaus in der Parkstraße ausgebombt.
1947 schlossen sich ehemalige Teutonen, Germanen und Egerländer zum Studentenclub Universitas zusammen. In den Jahren 1949/50 war die Burschenschaft Teutonia federführend an der Wiedergründung der DB beteiligt. 1950 gab sich der Studentenclub Universitas den Namen Karlsruher Burschenschaft Teutonia. Es wurden die heute bestehenden Farben, Zirkel und Wahlspruch angenommen.
1962 wurde das neue Haus auf dem Trümmergrundstück des Germanenhauses fertiggestellt. Auf dem Burschentag 1971 in Landau wurde der sogenannte „Historische Kompromiss“ beschlossen: die Öffnung der DB für österreichische Burschenschaften und die Freistellung des Fechtens. Damit war es den Burschenschaften freigestellt, Mensuren zu schlagen; die Burschenschaft Teutonia schaffte daraufhin die Pflichtmensur ab und ist seitdem fakultativ-schlagend. Zurzeit zählt die Burschenschaft ca. 200 Mitglieder, davon sind ca. 10 % Studenten.

## Verbände
Die Karlsruher Burschenschaft Teutonia war von ihrer Gründung 1843 an stets von Universitätsburschenschaften anerkannt. So entwickelte sich ab 1860 eine lebhafte Freundschaft zur Freiburger Burschenschaft Teutonia, die 1868 zum Eintritt der Karlsruher Burschenschaft Teutonia in das Norddeutsche Kartell führte, welches sich 1872 wieder auflöste.
In den Jahren 1889–96 gehörte Teutonia als Gründungsmitglied dem Niederwalder Deputierten-Convent der Burschenschaften der Technischen Hochschulen des Deutschen Reiches an. 1900 beteiligte sie sich maßgeblich an der Gründung des Rüdesheimer DC (Zusammenschluss der Burschenschaften an den Technischen Hochschulen Deutschlands) und wurde erste Vorsitzende Burschenschaft.
Am 4. Januar 1919 schlossen sich die Verbände der Universitätsburschenschaften (Allgemeiner Deputierten-Convent, 1902 in Deutsche Burschenschaft (DB) umbenannt) und Technische Hochschulburschenschaften in der DB zusammen. Den ersten Vorsitz übernahm der Jenaer DC und den zweiten Vorsitz führte der Karlsruher DC (maßgeblich Teutonia).
In der jüngsten Vergangenheit begann man bei Teutonia bereits intensiv über eine Bündelung der liberalen Bünde zu denken, doch die Gründung des Darmstädter Arbeitskreises (DAK) mit sieben weiteren Bünden nach diesem Burschentag im gleichen Jahr brachte noch nicht den erwünschten Effekt einer Neuordnung des Dachverbandes. Auch die Gründung der Liberalen Interessengemeinschaft (LIG) 1990, ausgehend von Teutonia, musste ihre Arbeit nach einem Jahr allerdings schon wieder einstellen, da sie wegen der großen Resonanz bei den liberalen Bünden zu schnell wuchs und leider in die Unübersichtlichkeit abdriftete.
Die Gründung des Hambacher Kreises (HK) als Nachfolger der LIG, wieder ist Teutonia Gründungsmitglied, ließ auf Veränderungen hoffen. Doch die sich schon bald abzeichnende Austrittswelle von Mitgliedsburschenschaften aus der DB zeigte, dass viele ihre Ziele und Auffassungen in der DB kurzfristig durchsetzen wollten, und nicht die nötige Geduld für eine erfolgreiche Arbeit des HK einbrachten. In dieser Weise überlegte auch Teutonia nach erfolgloser Arbeit in der DB ihren Austritt, nachdem über Jahre hinweg eingehende Erörterungen und Zieldiskussionen innerhalb Teutonias zwischen den Aktiven und Alten Herren stattfanden.
Nach ihrem Austritt aus der DB 1997 hat sich Teutonia ein Jahr Auszeit genommen. Zum Burschentag 1998 in Landau trat Teutonia in die Neue Deutsche Burschenschaft (NeueDB) ein, der sie bis 2011 angehörte. Im Geschäftsjahr 2000 führte Teutonia den Vorsitz der Neuen Deutschen Burschenschaft. Im Mai 2013 trat Teutonia der Initiative Burschenschaftliche Zukunft bei. In diesem Jahr gründete sie auch mit Hilaritas Stuttgart, der Braunschweiger Burschenschaft Germania und der Münchener Burschenschaft Arminia-Rhenania den Viererbund.
Aus der Initiative Burschenschaftliche Zukunft entstand, nach jahrelanger Arbeit, 2016 der neue Korporationsverband Allgemeine Deutsche Burschenschaft. Hier gehört die Karlsruher Burschenschaft Teutonia zu einer der 27 Gründungsburschenschaften.

## Hochschulpolitik
Nach vermehrten Versuchen eine Vertretung aller Studenten zu gründen gelang es den Teutonen am 31. Januar 1868 durch einen Zusammenschluss der drei lose bestehenden Vereine „polytechnische Lese-, Gesang- und Turnverein“ den Polytechnischen Verein zu gründen. Nach dem Austritt der Burschenschaften in 1882 und der Corps fünf Jahre später verlor der Verein seine Bedeutung als Vertretung der Studentenschaft. So war der Polytechnische Verein der Vorläufer des späteren Allgemeinen Studierendenausschusses (AStA). Der Polytechnische Verein selbst erhielt 1901 durch Einführung des Lebensbundprinzips den Charakter einer studentischen Verbindung ohne Farben. Als solche besteht er noch heute.
Gegen Ende des WS 1887/88 wählte eine allgemeine Studentenversammlung einen provisorischen Ausschuss, welcher Statuten für einen „Verband der gesamten Studentenschaft“ ausarbeiten sollte. Die Statuten fanden die Zustimmung des Direktoriums der Hochschule, worauf vom Großherzoglichen Ministerium des Kultus und Unterrichtes der Ausschuss aus Verbindungsstudenten und nicht-Verbindungsstudenten als Vertretung der Studentenschaft anerkannt wurde. Dieser „Verband der Studierendenschaft“ konstituierte sich im Laufe des SS 1888. Die Burschenschaften und Corps stellten je einen Vertreter für den siebenköpfigen geschäftsführenden „engeren Ausschuss“.
Auf Vorschlag der Burschenschaft Teutonia wurde 1920 eine neue Verfassung des Studentenverbandes angenommen. Danach setzte sich der Allgemeine Studierendenausschuss (AStA) aus zwei Vertretern der an der TH bestehenden Fachabteilungen, zwölf Fachschaftsvertretern und dreißig allgemeinen Vertretern der Studierenden. Erste Wahlen fanden im SS 1920 mit einer Wahlbeteiligung von 87 % aller Studierenden statt. Die örtlichen Burschenschaften kamen mit fünf Fachschaftsvertretern (42 %) und fünf allgemeinen Vertretern (17 %) in den AStA. Der erste Vorsitzende war Germane. Es ist anzumerken, dass ein großer Teil der Studentenschaft und somit ein großer Teil des damaligen AStAs noch überwiegend aus ehemaligen Frontsoldaten bestand, wodurch die damaligen Studenten in gewissen Hochschulfragen recht renitent waren. So bestand in Karlsruhe eine Trennung zwischen jüdischen und christlichen Studenten, was sich in der Existenz zweier AStA-Listen äußerte. Dadurch kam es in der Hochschulpolitik der 1920er Jahre auch zu antisemitischen Beschlüssen.
Die Hochschulpolitik in Karlsruhe erhielt eine besondere Note mit der Einführung einer Verfassung für die Studierendenschaft anlässlich der Jahrhundertfeier der Hochschule im Jahre 1925. Die Korporationen waren damals in der Hochschulpolitik sehr bestimmend und sie waren es auch, die Wert auf die Erstellung einer neuen Verfassung legten, um die Rechte und Pflichten der Studierenden eindeutig zu regeln und festzulegen. Sie scheuten sich nicht, auch einen sanften Druck zur Erlangung der staatlichen Genehmigung dieser im Wesentlichen von ihnen ausgearbeiteten Verfassung auszuüben. Sie ließen durchblicken, dass sie gegebenenfalls an der Jahrhundertfeier nicht teilnehmen würden. Eine Hochschulfeier ohne Beteiligung der Verbindungen wäre damals nicht denkbar gewesen. Auch war die Verwaltung der Hochschule mehr oder weniger auf die Anschriftenverzeichnisse der Studentenverbindungen zur Einladung der ehemaligen Studenten der Hochschule angewiesen.
Die nun genehmigte Verfassung der Studentenschaft sah folgende Organe vor:
1. der Allgemeine Studierendenausschuss (AStA)
2. die Fachschaften
3. der Engere Ausschuss
4. die Ältesten.

Daneben gab es das Amt für Leibesübungen und den Studentendienst.
Für neuere Entwicklungen in der Hochschulpolitik sei auf die Seiten des Allgemeinen Studierendenausschusses, der Verfassten Studierendenschaft und der in Karlsruhe bestehenden Unabhängigen Studierendenschaft hingewiesen.

## Bekannte Mitglieder (Auswahl)

Adolf Geck
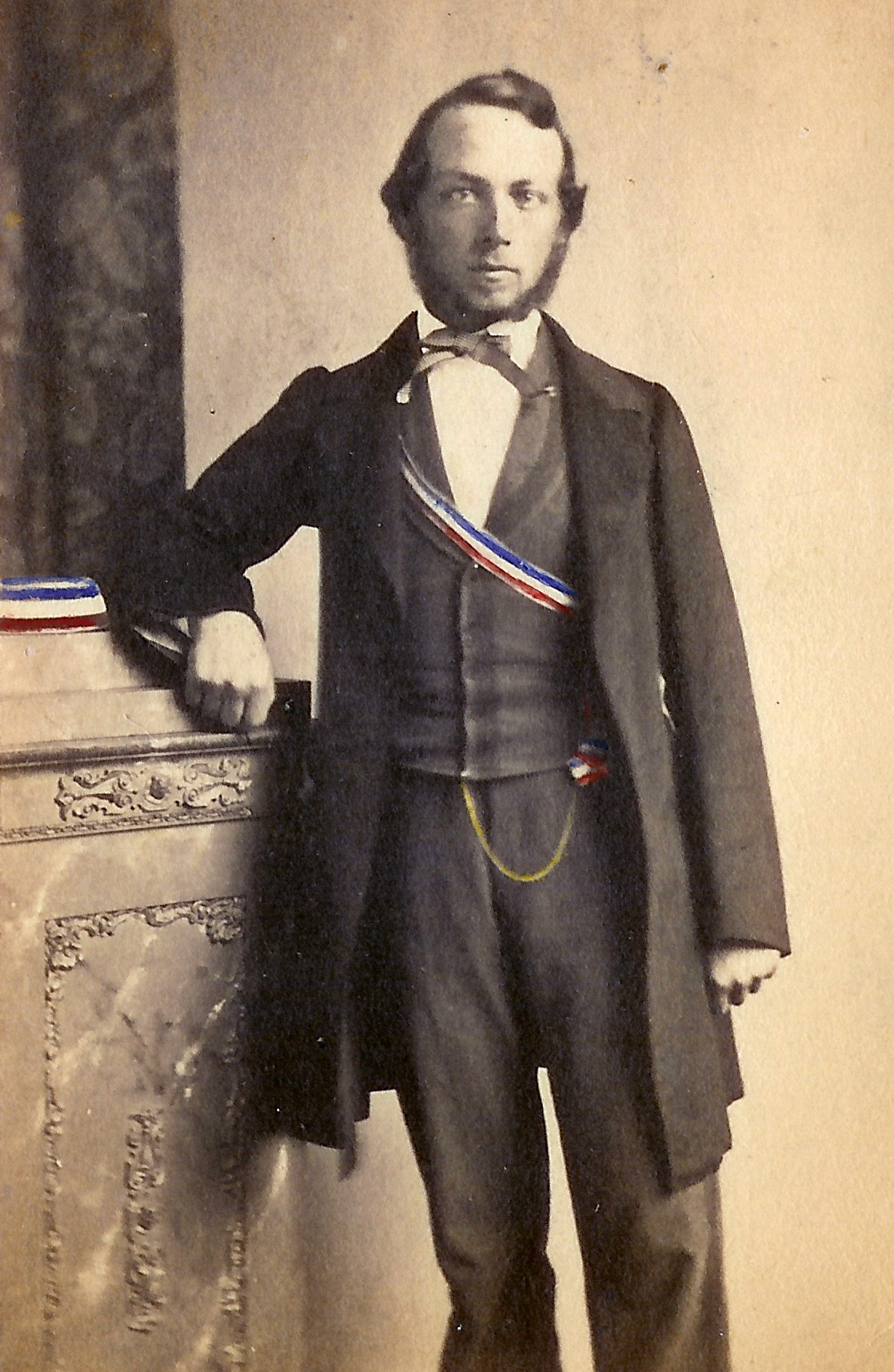
Carl Graebe
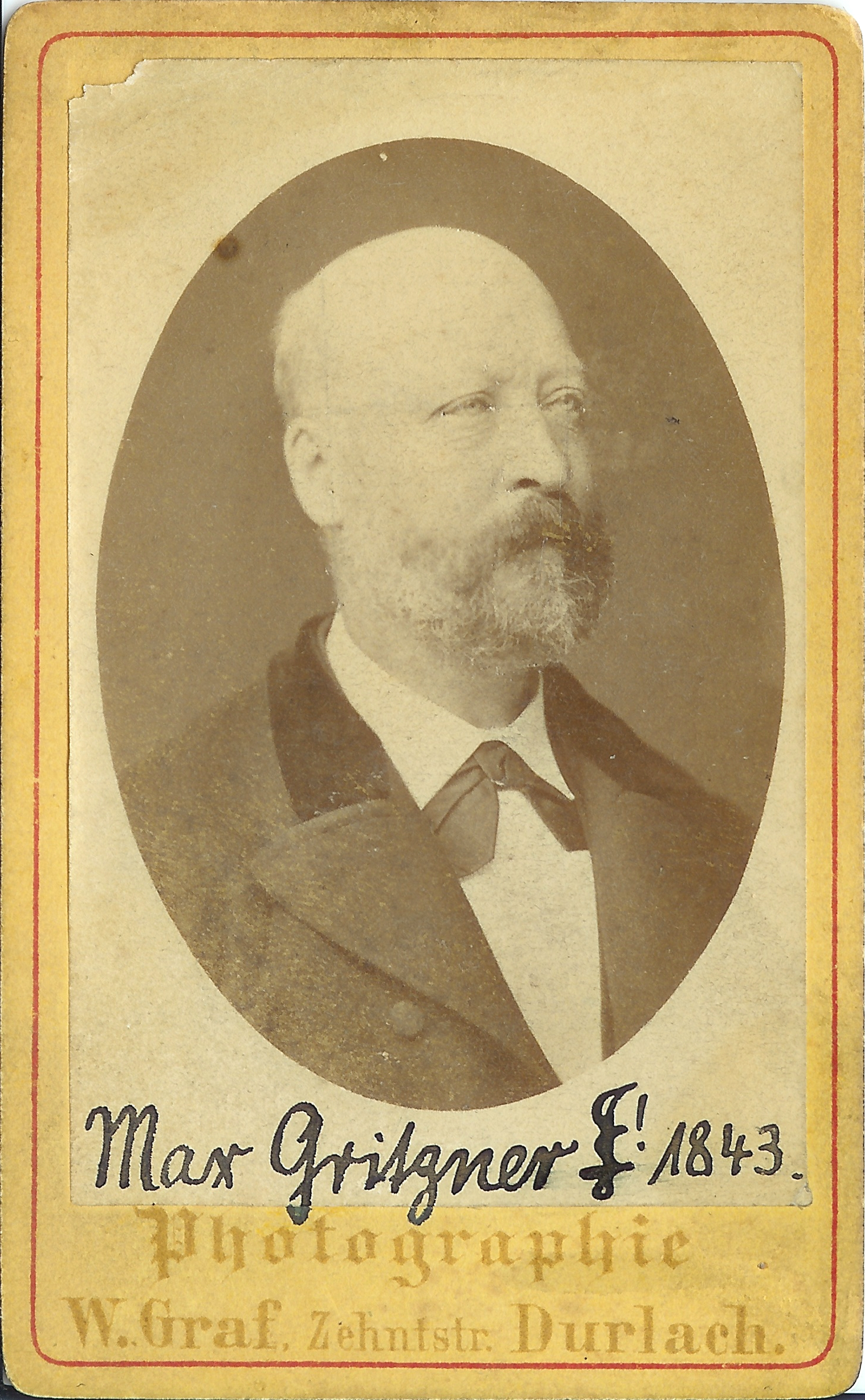
Max Gritzner
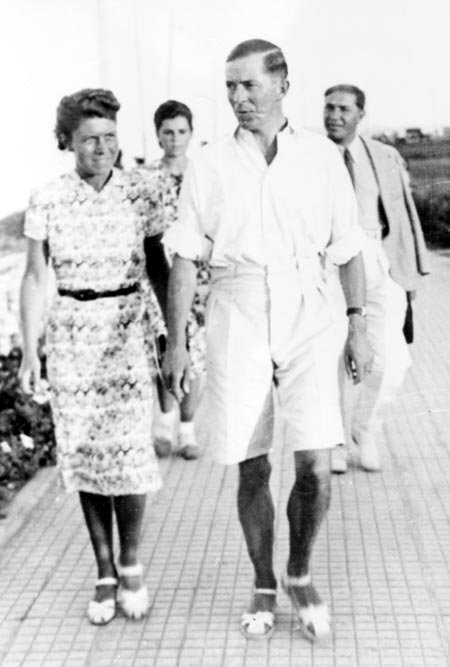
Maria Terwiel und Helmut Himpel
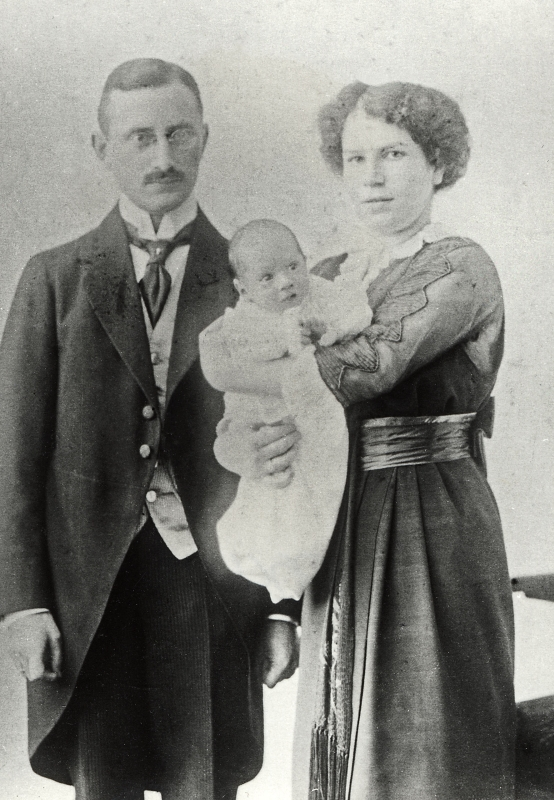
Fritz Hirsch mit Frau und Kind
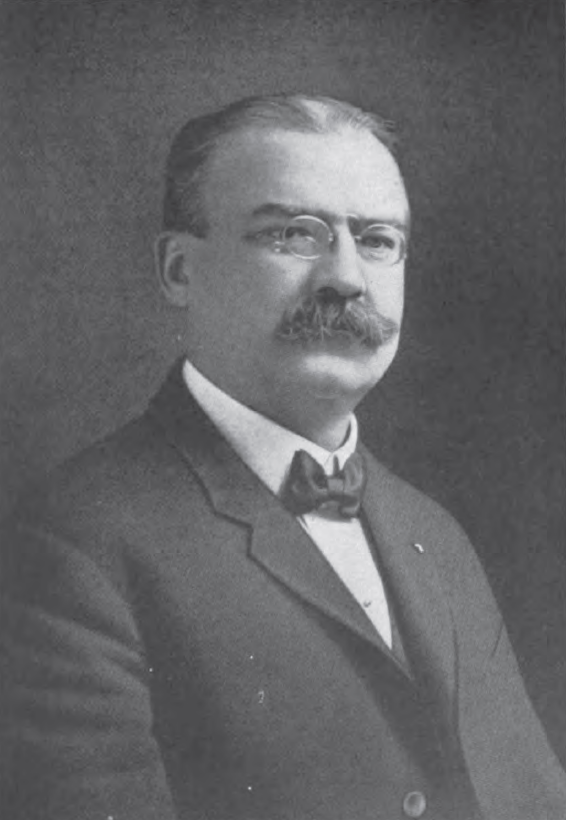
Carl L. Nippert
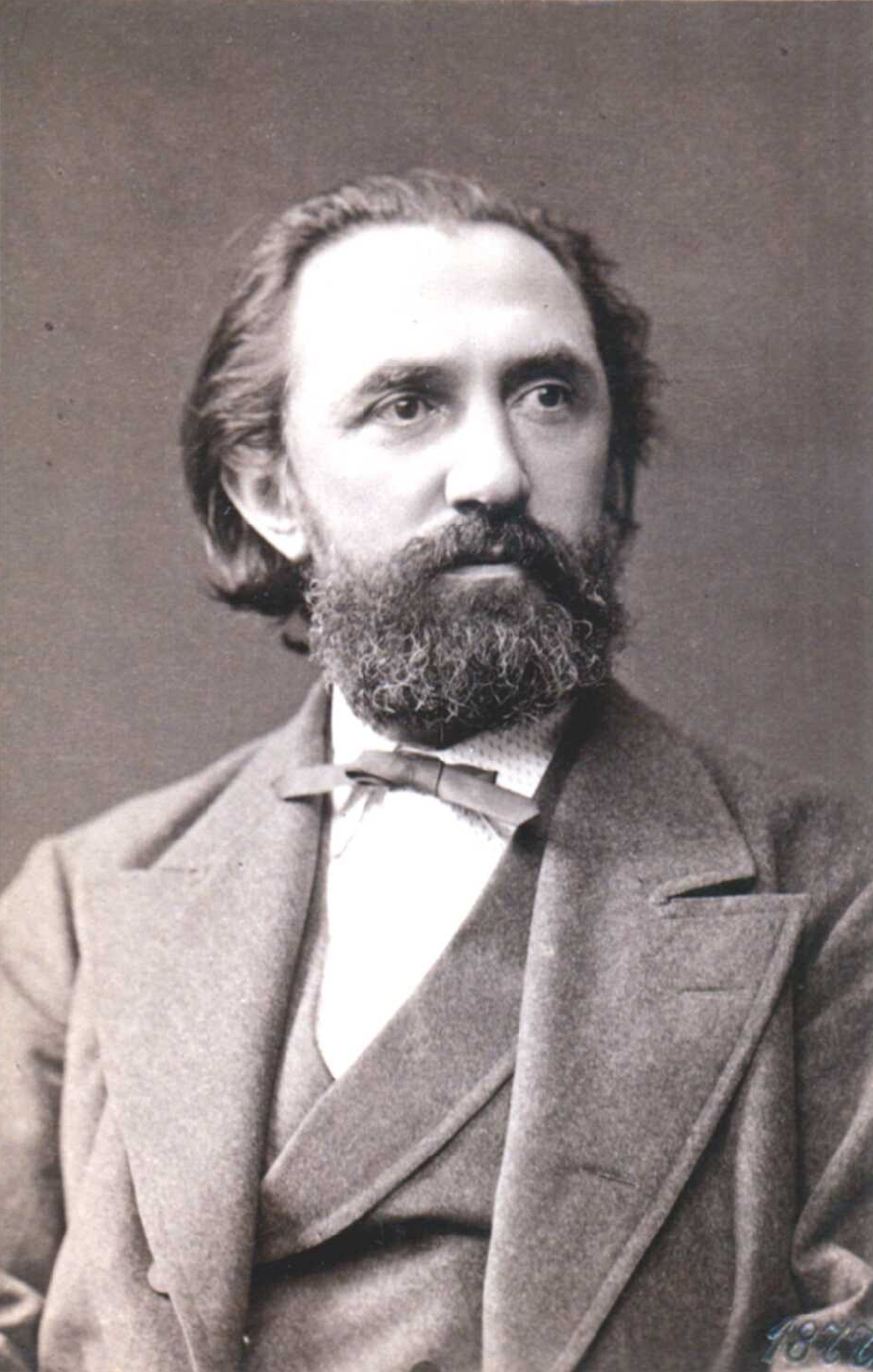
Franz Reuleaux
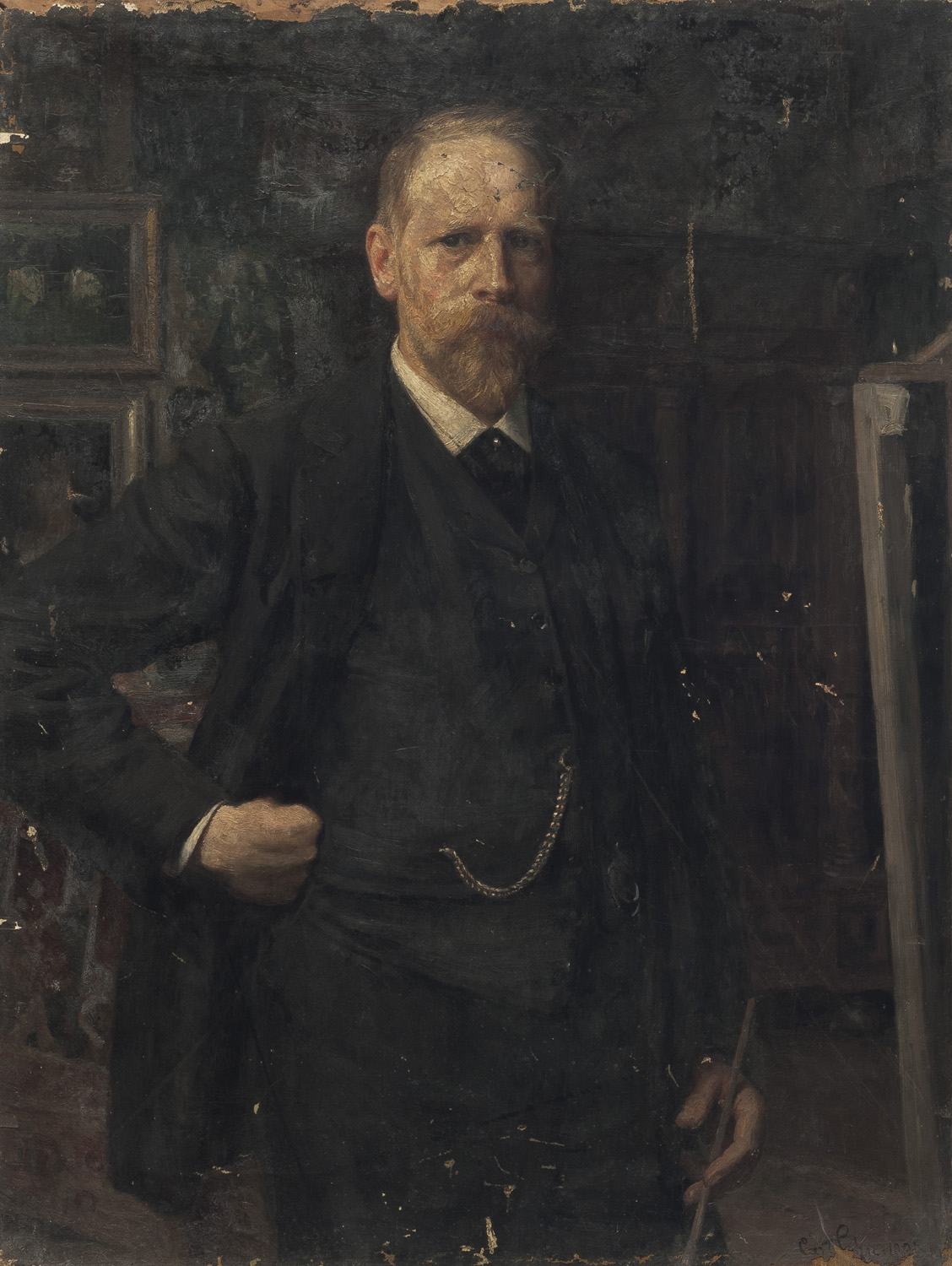
Karl Rudolf Sohn

### Wirtschaft
- Richard Gradenwitz war ein Flugpionier und gehörte zu den Gründern und Aufsichtsräten mehrere Luftfahrtfirmen
- Max Gritzner gründete in Durlach die Maschinenfabrik Gritzner, einst die größte Nähmaschinenfabrik Europas
- Albrecht Schumann war langjähriger Vorstandsvorsitzender von Hochtief
- Walther Wunsch war Vorstandsmitglied der E.ON Ruhrgas und Träger des Großen Bundesverdienstkreuzes

### Politik
- Adolf Geck war seit 1905 erster Sozialdemokrat im Präsidium der 2. Badischen Kammer und Mitglied des Reichstages
- Helmut Himpel war Widerstandskämpfer im Dritten Reich
- Carl August Knoderer war ein Revolutionär während der Märzrevolution von 1848/1849 und Oberst während des Amerikanischen Bürgerkrieges
- Carl L. Nippert war Vizegouverneur des Staates Ohio

### Technik
- Carl Graebe ermittelte 1868 zusammen mit Carl Liebermann die chemische Struktur des Farbstoffs Alizarin
- Carl Hierholzer entwickelte die erste vollständige Charakterisierung der eulerschen und semieulerschen Graphen. Nach ihm ist der Algorithmus von Hierholzer benannt
- Franz Reuleaux hat die wissenschaftliche Getriebelehre (Kinematik) begründet und war an der Schaffung eines einheitlichen dt. Patentgesetzes beteiligt
- Karl Schuberg war Forstwissenschaftler, Professor und zwei Mal Rektor an der Universität Karlsruhe (TH)

### Kunst und Kultur
- Carl Haertel war Architekt und zählt zu den Ersten, die die europäische Bauweise in Äthiopien einführten
- Fritz Hirsch war ein Bauhistoriker, Architekt und Pionier der staatlichen Denkmalpflege
- Karl Rudolf Sohn war ein Portrait- und Genremaler und malte unter anderem die Königin von England, die Kaiserin von Frankreich und den Zulukönig
- Friedrich Trautwein war ein Pionier der elektronischen Musik und entwickelte das erste elektronische Musikinstrument, das Trautonium

Siehe auch: Liste von Mitgliedern der Karlsruher Burschenschaft Teutonia.